# Текдал, Айше
Айше Текдал (тур. Ayşe Tekdal; род. 28 октября 1999, Диярбакыр) — турецкая легкоатлетка, специализирующаяся в спортивной ходьбе на 5000 и 10 000 м и 20 км. Участница Олимпийских игр 2020.

## Биография
Айше Текдал родилась 28 октября 1999 года на юго-востоке Турции в городе Диярбакыре. Она выступает за клуб «Каяпынар Беледиеспор» в своем родном городе.

## Спортивная карьера
Текдал выиграла серебряную медаль в беге на 5000 м на молодежном чемпионате Европы по легкой атлетике в Тбилиси с личным рекордом 22:58.17, уступив соотечественнице Мерьем Бекмез.
На командном чемпионате мира по спортивной ходьбе 2018 года в Тайцане она завоевала бронзовую медаль в ходьбе на 10 километров, также вместе с Текдал участвовала Мерьем Бекмез.
В 2019 году Текдал завоевала золотую медаль на чемпионате Европы по легкой атлетике до 23 лет в Евле. В том же году она участвовала в ходьбе на 20 километров на чемпионате мира по легкой атлетике 2019 года в Дохе. Она была дисквалифицирована за перебор карточек.
Она установила новый рекорд Турции среди молодежи и взрослых, пройдя 5000 метров в помещении за 21 минуту и 0,97 с на чемпионате Турции 17 января 2021 года. Прошлый рекорд был установлен Мерьем Бекмез (21.54,25) в 2018 году, а рекорд среди девушек до 23 лет был у Нергис Адаш.
После того, как на Балканском чемпионате 2021 года Айше Текдал прошла дистанцию 20 км за 1 час 30 минут и 12 секунд, она была включена в состав сборной Турции для участия на летних Олимпийских играх 2020 года в Токио. При этом от Турции впервые поедет женщина-ходок на Игры.